# Grigorij Tieleszow
Grigorij Gałaktionowicz Tieleszow (ros. Григорий Галактионович Телешёв, ur. 1902 w Kabansku w obwodzie zabajkalskim, zm. w październiku 1978 w Moskwie) − funkcjonariusz radzieckich służb specjalnych, działacz partyjny i urzędnik państwowy ZSRR, kapitan bezpieczeństwa państwowego.

## Życiorys
Był wnukiem zesłańca na Syberię. W 1916 skończył szkołę w Kabansku, od grudnia 1919 do lipca 1921 był w komunistycznym oddziale partyzanckim i organach milicji robotniczo-chłopskiej w obwodzie zabajkalskim, w 1920 został członkiem RKP(b), w lipcu 1921 rozpoczął pracę w organach Czeki jako komendant biura politycznego powiatowej Czeki w Sielenginsku, później pracował w Ziminskiej Powiatowej Czece i oddziałach pogranicznych, m.in. jako komendant odcinków pogranicznych w obwodzie zabajkalskim (obecnie Buriacja). W 1924 na granicy chińsko-mongolskiej brał udział w walkach z oddziałami dawnego wojska barona Ungern-Sternberga, w których był ranny. Od lutego 1927 do kwietnia 1928 był słuchaczem Wyższej Szkoły Pogranicznej OGPU przy Radzie Komisarzy Ludowych ZSRR, później pracował w oddziale pogranicznym w Noworosyjsku, od października 1929 do lutego 1933 był szefem Wydziału Ekonomicznego Czarnomorskiego Oddziału Okręgowego/Sektora Operacyjnego OGPU, a od lutego 1933 do stycznia 1934 szefem Oddziału III Wydziału Ekonomicznego Pełnomocnego Przedstawicielstwa (PP) OGPU na Kraj Północnokaukaski. Od 19 stycznia 1934 do 16 sierpnia 1936 był zastępcą szefa Wydziału Ekonomicznego PP OGPU/Zarządu Bezpieczeństwa Państwowego (UGB) NKWD na Kraj Północnokaukaski, 31 stycznia 1936 otrzymał stopień starszego porucznika bezpieczeństwa państwowego, od 16 sierpnia do 28 listopada 1936 był szefem Wydziału Ekonomicznego UGB NKWD na Kraj Północnokaukaski, a od listopada 1936 do kwietnia 1937 szefem Wydziału III tego zarządu, 20 grudnia 1936 awansował na kapitana bezpieczeństwa państwowego.
Od 15 kwietnia do września 1937 był szefem Wydziału III UGB NKWD Kraju Stalingradzkiego (obecnie obwód wołgogradzki), od września do 1 października 1937 zastępcą szefa Zarządu NKWD obwodu archangielskiego, od 1 października 1937 do 13 marca 1938 szefem Zarządu NKWD obwodu tambowskiego, a od 3 marca do kwietnia 1938 Zarządu NKWD obwodu charkowskiego. Następnie został skierowany do pracy w organach partyjnych i od 4 maja 1938 do 26 stycznia 1939 był I sekretarzem Komitetu Obwodowego KP(b)U w Odessie i jednocześnie od 18 czerwca 1938 do 13 maja 1940 członkiem KC KP(b)U i Biura Organizacyjnego KC KP(b)U. Później, od lutego 1939 do maja 1947 pracował w Moskwie na kierowniczych stanowiskach w Ludowym Komisariacie/Ministerstwie Przemysłu Spożywczego ZSRR, od maja 1947 do stycznia 1949 pracował w Rydze, gdzie pełnił funkcję wiceministra przemysłu spożywczego Łotewskiej SRR, od lutego 1949 do marca 1953 kierował Departamentem Leśnym Ministerstwa Przemysłu Spożywczego ZSRR. Po zmianie nazwy resortu na Ministerstwo Przemysłu Artykułów Spożywczych ZSRR w marcu 1953 pracował w nim na kierowniczych stanowiskach, od lipca 1957 do stycznia 1966 pełnił funkcje kierownicze w podmiotach gospodarczych przy Państwowym Komitecie Planowania ZSRR i Sownarchozie ZSRR, od stycznia 1966 do lipca 1966 ponownie pracował w Ministerstwie Przemysłu Spożywczego ZSRR. Był deputowanym do Rady Najwyższej ZSRR 1 kadencji. W czerwcu 1970 przeszedł na emeryturę, jednak we wrześniu 1971 podjął pracę jako starszy inżynier w truście, od października 1972 do lutego 1973 ponownie był na emeryturze, od lutego 1973 do lipca 1976 był starszym inżynierem we Wszechzwiązkowym Naukowo-Badawczym Instytucie Wyrobu Win i Uprawy Winorośli "Magaracz", po czym ostatecznie przeszedł na emeryturę. Był odznaczony Orderem Czerwonej Gwiazdy (11 lipca 1937), Odznaką "Honorowy Funkcjonariusz Czeki/GPU (XV)" (20 grudnia 1932) i siedmioma medalami.